# Clonia kenyana
Clonia kenyana är en insektsart som beskrevs av Boris Petrovich Uvarov 1942. Clonia kenyana ingår i släktet Clonia och familjen vårtbitare. Inga underarter finns listade i Catalogue of Life.